# Luciana Calvo Ramos
Luciana Calvo Ramos va néixer a Lleó. Va desenvolupar la seva carrera professional com a professora d'institut de llengua i literatura castellanes a localitats de l'entorn de Madrid, com Soto del Real, però durant una etapa va treballar com a docent en un institut de Lleida.
La seva especialització va ser el llenguatge administratiu i això la va portar a contactar amb Carles Duarte i Montserrat, aleshores director de la Revista de Llengua i Dret i gran coneixedor també del llenguatge administratiu. Luciana va establir una relació amb la Revista de Llengua i Dret que ja va durar tota la seva vida. Aquells qui la van conèixer la defineixen com una persona de mentalitat oberta, preocupada profundament pel benestar comú i els problemes socials. Va morir el 2011.

## Publicacions[calcitació]
La seva contribució més significativa va ser el llibre Introducción al estudio del lenguaje administrativo. Gramática y textos, publicat el 1980 per l'editorial Gredos dins de la col·lecció «Biblioteca románica hispánica». Aquesta publicació va suposar un avenç en l'àmbit de la investigació i de l'anàlisi filològica a Espanya, ja que fou el punt d'inici amb el qual Luciana Calvo va marcar una nova i rigorosa forma d'aprofundir en l'explicació d'una varietat lingüística poc estudiada fins aleshores, la del llenguatge administratiu. A partir d'aquest llibre hi ha un abans i un després en la definició d'aquest llenguatge i de l'anàlisi dels aspectes que el caracteritzen, amb aproximacions que inclouen aspectes lexicosemàntics, la morfosintaxi i l'estil del llenguatge administratiu.
Una altra publicació destacable és la que va presentar juntament amb José Simón Díaz, una altra personalitat important dins del món filològic pel pes de la seva activitat bibliogràfica; ambdós són autors de Siglos de oro. Índice de justas poéticas, de 1962.

## Articles publicats a laRevista de Llengua i Dret
- Núm. 2, desembre de 1983: «Viabilitat d'una modernització del llenguatge administratiu espanyol i d'altres llengües peninsulars»
- Núm. 5, juny de 1985: «El subcodi de l'etiqueta en el llenguatge administratiu castellà»
- Núm. 8, desembre de 1986: ressenya sobre el cicle de conferències celebrades a l'INAP Centre d'Estudis i Documentació, amb el títol «Lenguaje y Administración: comunicación interna y con el administrado»
- Núm. 11, juliol de 1988: «Les aportacions metodològiques de diferents disciplines a l'estudi del llenguatge administratiu»
- Núm. 19, juliol de 1993: «Taxonomia per designar els diasistemes o varietats intralingüístiques»
- Núm. 23, juliol de 1995: «Funcionalitat/disfuncionalitat dels llenguatges administratius»
- Núm. 26, desembre de 1996: «Problemes jurídics al voltant de la denominació de la llengua pròpia en l'Estatut d'autonomia valencià»
- Núm. 30, desembre de 1998: «Alguns trets sexistes en el diccionari de la Reial Acadèmia Espanyola de la Llengua»

- Núm. 34, desembre de 2000: «A propòsit de la forma i dels continguts dels “libres de Taifes”»
- Núm. 42, desembre de 2004: «Renovació de les lleis»
- Núm. 48, desembre de 2007: «Gramaticalitat i gramàtica normativa en el discurs legal castellà»

## Premis EAPC Luciana Calvo
L'Escola d'Administració Pública de Catalunya (EAPC) promou des de 2018 el Premi EAPC Luciana Calvo sobre llengua i dret en el marc dels Premis de Recerca Jove que convoca anualment el Govern de la Generalitat, i que tenen el propòsit de fomentar les vocacions científiques entre els joves.
Aquesta iniciativa és possible gràcies al llegat econòmic que Luciana Calvo Ramos va deixar a l'EAPC per raó de la seva bona relació amb l'equip editorial de la Revista de Llengua i Dret. El Premi reconeix la seva trajectòria com a docent d'educació secundària i vol afavorir la reflexió sobre la llengua i el dret en el context escolar.
El Premi EAPC Luciana Calvo reconeix els dos millors treballs redactats per alumnes de tercer i quart d'educació secundària obligatòria (ESO) i d'educació postobligatòria (batxillerat i cicles formatius de grau mitjà i superior), que aportin reflexió, anàlisi i propostes sobre temes relacionats amb alguns dels tres àmbits temàtics de la Revista de Llengua i Dret.